# Cal Barris (Sant Quintí de Mediona)
Cal Barris és una casa de Sant Quintí de Mediona (Alt Penedès) inclosa a l'Inventari del Patrimoni Arquitectònic de Catalunya.

## Descripció
Edifici entre mitgeres que consta de planta baixa i dos pisos. La planta baixa té tres accessos, la porta d'entrada al mig i dos accessos a magatzems als costats; totes tres entrades són d'arc rebaixat. El primer pis consta de dues finestres balconeres als extrems i una tribuna, tancada amb vitralls, al centre. El segon pis consta de tres finestres balconeres, la del mig amb replà més ample coincidint amb la teulada de la tribuna. La façana és coronada per una barana d'obra.